# Robert Capron

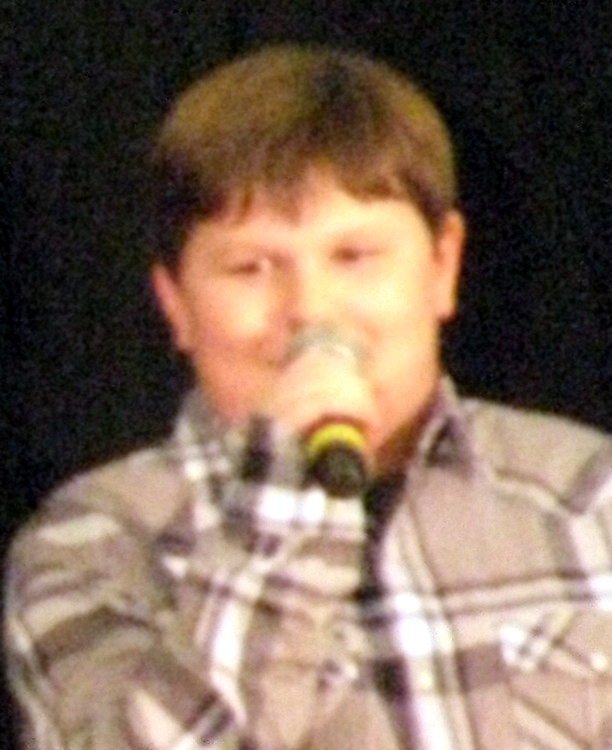
Robert Capron (2011)

Robert Capron (* 9. Juli 1998 in Providence, Rhode Island) ist ein US-amerikanischer Schauspieler, der vor allem durch seine Rolle des Rupert Jefferson in den Verfilmungen der Kinderbuchreihe Gregs Tagebuch von Jeff Kinney bekannt ist.

## Leben
Robert Capron wurde im Juli 1998 in Providence im US-Bundesstaat Rhode Island geboren. Im Alter von acht Jahren nahm er an einem Schauspielkurs teil, der von der Trinity Repertory Company gesponsert wurde. Noch im selben Jahr bekam er eine Nebenrolle in Trinity’s A Christmas Carol. Seitdem spielte er auch in vielen anderen Theaterstücken mit. 2009 gab er sein Leinwanddebüt im Film Bride Wars – Beste Feindinnen. Ebenfalls 2009 war er in einer kleinen Nebenrolle als Student in Hachiko – Eine wunderbare Freundschaft zu sehen. 2010 bekam er seine erste Hauptrolle als Rowley Jefferson im Film Gregs Tagebuch – Von Idioten umzingelt!, der auf dem gleichnamigen Buch basiert. Er spielt dort den besten Freund des Protagonisten, Gregory Heffley, der von Zachary Gordon gespielt wird. Noch im selben Jahr war er auch in Jerry Bruckheimers Duell der Magier zu sehen. 2011 folgte die Fortsetzung Gregs Tagebuch 2 – Gibt’s Probleme?, die auf dem zweiten Buch der Reihe basiert. Dafür wurde er bei den Young Artist Awards 2012 für als Bester Nebendarsteller in einem Spielfilm nominiert. 2011 und 2012 hatte er einen Cameo-Auftritt im Nickelodeon-Fernsehfilm Best Player und zwei Gastauftritt in der Fantasy-Horror-Serie R.L. Stine’s The Haunting Hour des US-amerikanischen Kabelsenders The Hub.
Seine nächste Rolle hatte er im dritten Teil der Gregs-Tagebuch-Reihe, Gregs Tagebuch 3 – Ich war’s nicht!, in dem er wieder die Rolle von Rowley Jefferson spielte. Ende September 2012 übernahm er in Tim Burtons Neuverfilmung des Kurzfilms Frankenweenie aus dem Jahr 1984 eine Sprechrolle. 2013 war er neben Steve Carell und AnnaSophia Robb im Film Ganz weit hinten in der Rolle des Kyle zu sehen.

## Filmografie (Auswahl)
- 2009: Bride Wars – Beste Feindinnen (Bride Wars)
- 2009: Hachiko – Eine wunderbare Freundschaft (Hachiko: A Dog’s Story)
- 2010: Gregs Tagebuch – Von Idioten umzingelt! (Diary of a Wimpy Kid)
- 2010: Duell der Magier (The Sorcerer’s Apprentice)
- 2011: Gregs Tagebuch 2 – Gibt’s Probleme? (Diary of a Wimpy Kid: Rodrick Rules)
- 2011: Best Player (Fernsehfilm)
- 2011–2012: R. L. Stine’s The Haunting Hour (Fernsehserie, 2 Episoden)
- 2012: Die Stooges – Drei Vollpfosten drehen ab (The Three Stooges)
- 2012: Gregs Tagebuch 3 – Ich war’s nicht! (Diary of a Wimpy Kid: Dog Days)
- 2012: Frankenweenie (Stimme)
- 2013: Ganz weit hinten (The Way, Way Back)
- 2013: Tarzan 3D (Tarzan)
- 2014–2015: Elementary (Fernsehserie, 8 Episoden)

## Auszeichnungen und Nominierungen
| Tabellarische Übersicht der Auszeichnungen und Nominierungen | Tabellarische Übersicht der Auszeichnungen und Nominierungen | Tabellarische Übersicht der Auszeichnungen und Nominierungen | Tabellarische Übersicht der Auszeichnungen und Nominierungen | Tabellarische Übersicht der Auszeichnungen und Nominierungen |
| Jahr                                                         | Auszeichnung                                                 | Für                                                          | Kategorie | Resultat                                                     |
| ------------------------------------------------------------ | ------------------------------------------------------------ | ------------------------------------------------------------ | --- | ------------------------------------------------------------ |
| 2011                                                         | Young Artist Award                                           | Gregs Tagebuch – Von Idioten umzingelt!                      | Best Performance in a Feature Film – Supporting Young Actor | Nominiert                                                    |
| 2011                                                         | Young Artist Award                                           | Gregs Tagebuch – Von Idioten umzingelt!                      | Best Performance in a Feature Film – Young Ensemble Cast (zusammen mit Zachary Gordon, Chloë Moretz, Karan Brar, Grayson Russell, Devon Bostick, Alex Ferris und Laine MacNeil )            | Gewonnen                                                     |
| 2012                                                         | Young Artist Award                                           | Gregs Tagebuch 2 – Gibt’s Probleme?                          | Best Performance in a Feature Film – Supporting Young Actor | Nominiert                                                    |
| 2013                                                         | Young Artist Award                                           | Gregs Tagebuch 3 – Ich war’s nicht!                          | Best Performance in a Feature Film – Supporting Young Actor | Gewonnen                                                     |
| 2013                                                         | Young Artist Award                                           | Gregs Tagebuch 3 – Ich war’s nicht!                          | Best Performance in a Feature Film – Young Ensemble Cast (zusammen mit Zachary Gordon, Peyton List, Karan Brar, Laine MacNeil, Connor und Owen Fielding, Devon Bostick und Grayson Russell) | Gewonnen                                                     |